# Claremont (Illinois)
Claremont és una vila dels Estats Units a l'estat d'Illinois. Segons el cens del 2000 tenia 212 habitants.

## Demografia
Segons el cens del 2000, Claremont tenia 212 habitants, 91 habitatges, i 64 famílies. La densitat de població era de 71,8 habitants/km².
Dels 91 habitatges en un 30,8% hi vivien nens de menys de 18 anys, en un 59,3% hi vivien parelles casades, en un 6,6% dones solteres, i en un 28,6% no eren unitats familiars. En el 28,6% dels habitatges hi vivien persones soles el 15,4% de les quals corresponia a persones de 65 anys o més que vivien soles. El nombre mitjà de persones vivint en cada habitatge era de 2,33 i el nombre mitjà de persones que vivien en cada família era de 2,77.
Per edats la població es repartia de la següent manera: un 23,6% tenia menys de 18 anys, un 5,7% entre 18 i 24, un 30,7% entre 25 i 44, un 22,6% de 45 a 60 i un 17,5% 65 anys o més.
L'edat mediana era de 39 anys. Per cada 100 dones de 18 o més anys hi havia 105,1 homes.
La renda mediana per habitatge era de 31.667 $ i la renda mediana per família de 39.375 $. Els homes tenien una renda mediana de 30.000 $ mentre que les dones 17.222 $. La renda per capita de la població era de 15.606 $. Cap de les famílies i el 2,5% de la població estaven per davall del llindar de pobresa.

## Poblacions properes
El següent diagrama mostra les poblacions més properes.